# Římskokatolická farnost Blansko u Kaplice
Římskokatolická farnost Blansko u Kaplice je zaniklým územním společenstvím římských katolíků v rámci českokrumlovského vikariátu českobudějovické diecéze. Farnost zanikla 31. prosince 2019, jejím právním nástupcem je od 1. ledna 2020 Římskokatolická farnost Kaplice.

## O farnosti
Plebánie je v Blansku připomínaná v roce 1359. V 17. století nebyla farnost obsazená a duchovní správu obstarával farář z Kaplic, než byla v roce 1671 farnost znovu obnovená. Od tohoto roku jsou vedeny i matriční knihy. Původně gotický kostel svatého Jiří byl upravován v 16. století a následně v roce 1735. V letech 1940–1945 farnost nuceně podléhala lineckému biskupství, po roce 1945 byla navrácena do Českobudějovické diecéze.
Před svým zrušením byla farnost spravovaná z farnosti Kaplice, jejím excurrendo administrátorem byl R. D. Mgr. Pavel Šimák.
| Fotografie | Kostel                    | Místo   | Bohoslužba            | Bohoslužba  | Poznámka            |
| ---------- | ------------------------- | ------- | --------------------- | ----------- | ------------------- |
|            | Kostel svatého Jiří       | Blansko | druhá sobota v měsíci | 16.30       | bývalý farní kostel |
|            | Kaple Nejsvětější Trojice | Blansko | neslouží se           | neslouží se | kaple               |